# Steh auf, es ist Krieg

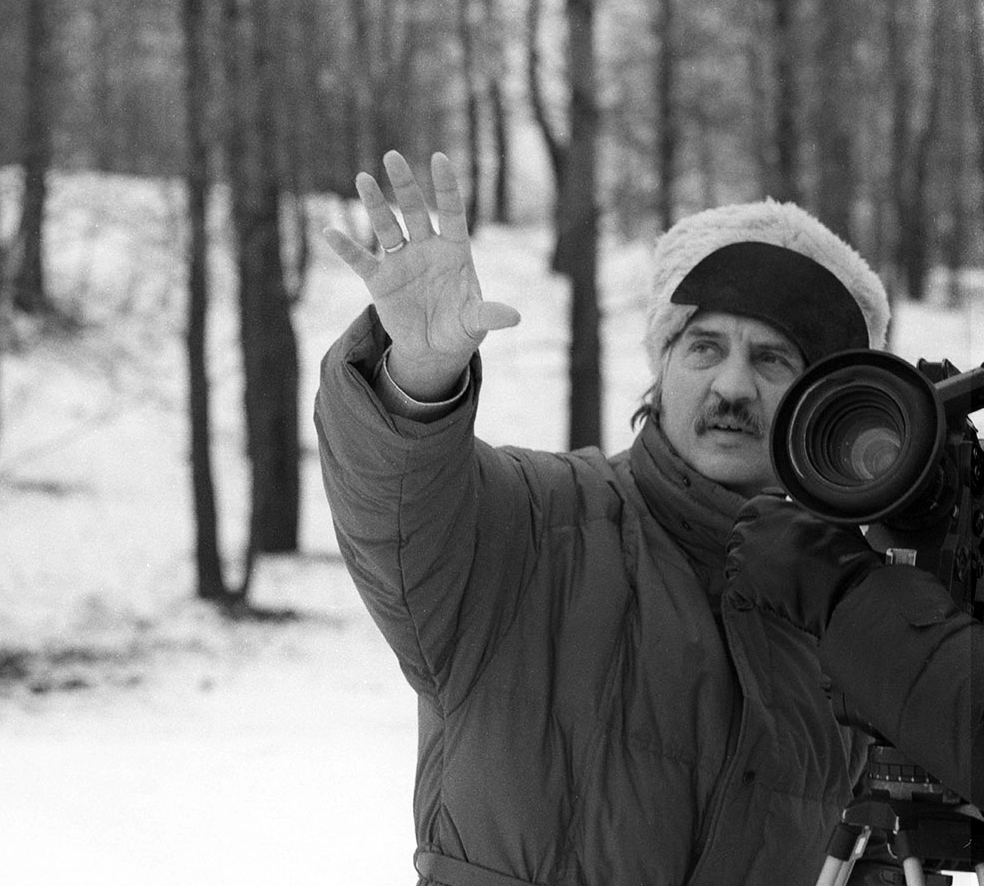
Hartmut Kaminski bei den Dreharbeiten zu Steh auf, es ist Krieg

Steh auf, es ist Krieg ist eine sechsteilige Dokumentarfilmreihe von Hartmut Kaminski über die Heeresgruppe Mitte während des Zweiten Weltkriegs aus den Jahren 1990/91.

## Handlung
Der Film von Hartmut Kaminski folgt den Spuren der Heeresgruppe Mitte von Brest bis Moskau – und zurück bis Berlin – nach dem Überfall der Wehrmacht auf die Sowjetunion 1941. Dabei gelingt Hartmut Kaminski „der Zugriff auf den Krieg vor allem aus der Perspektive seiner Opfer, der Namenlosen und Gefolterten, der Ermordeten und Verschleppten. … Kaminski stellt Fragen, die das Nachdenken über die Schlachten erst ermöglichten. …“ 4. Juli 1991, Christian Hörburger, Funkkorrespondenz
1. Vorbereitung und erster Tag
Am 22. Juni 1941 fällt die deutsche Wehrmacht in drei großen Blöcken in die Sowjetunion ein. 5 Uhr morgens: Die Heeresgruppe Mitte bombardiert Brest-Litowsk. Viele Einwohner können es nicht fassen. Einige kommen zu Wort unter ihnen Jossif Wainorowitsch, Kameramann des Dokumentarfilmstudios in Minsk, der beim Anblick der ersten feindlichen Bomber noch an eine Flugschau dachte – doch noch am gleichen Tag beginnt er als Partisan, die Kriegshandlungen filmisch festzuhalten.
2. Vormarsch
„Die Deutschen behandelten uns wie Vieh – und das allerschlimmste – ihre Einstellung gegenüber den Russen – sie machten uns zu Untermenschen“, sagt Eduard Kufko, einer von sechs Millionen sowjetischen Kriegsgefangenen über das Lagerleben in der Nähe von Minsk. Nach den ersten Tagen der Bombardements greift das Besatzungsregime nach der Einnahme der Städte mit harter Hand durch: Razzien, Straßenkontrollen, Ausgehsperren, Lager bestimmen fortan das Leben der Menschen in Weißrussland. Aber die „Neue Ordnung“ wäre ohne die Hilfe der belorussischen Kollaborateure nicht zustande gekommen. Der Kampf um die Festung Brest hält noch an, als die deutsche Wehrmacht schon weit über Smolensk hinaus vorgestoßen ist.
3. Die Besatzungsmacht
Zunächst „überrennt“ die deutsche Wehrmacht ganz Weißrussland und legt viele Städte in Schutt und Asche. Es beginnt die „Installation der faschistischen Macht“: Die Verfolgung und Vernichtung der slawischen Rasse und der Juden. Zu Beginn der Besatzungszeit nutzten die Nazis noch die Auswirkungen des Stalin-Terrors für ihre eigenen Zwecke, z. B. werden Kirchen wiedereröffnet – aber schnell ist der Okkupationsalltag geprägt von Kontrollen, Zwangsarbeit und Hunger. Der russische Winter 1941 macht den deutschen Wehrmachtssoldaten zu schaffen. Tausende deutscher Soldaten erfrieren vor den Toren Moskaus – die Stadt, die aufopferungsvoll von ihren Einwohnern erfolgreich verteidigt wird.
4. Der Widerstand
Als Reaktion auf den Nazi-Terror schließen sich die Bauern zu Partisanenbataillonen zusammen und agieren aus den undurchdringlichen Wäldern und Sümpfen heraus. Im „Schienenkrieg“ lassen sie immer wieder Züge entgleisen – genannt „Konzert“. So gehen die Partisanen von Konzert zu Konzert und stören empfindlich den Nachschub. In den Städten bilden immer mehr Jugendliche Widerstandsgruppen. Ein Höhepunkt der Partisanen ist das erfolgreiche Attentat auf Wilhelm Kube den Reichskommissar von „Weißruthenien“, wie die Deutschen Weißrussland nennen. Die Okkupanten beginnen mit ihren Vergeltungsmaßnahmen: Einäscherung der Partisanendörfer mitsamt der Bevölkerung.
5. Verbrannte Erde
Nach den verheerenden Schlachten um Moskau und Stalingrad muss die deutsche Wehrmacht den Rückzug antreten, der durch unvorstellbare Grausamkeiten gekennzeichnet ist. Der einzige Dörferfriedhof der Welt – Chatyn, 70 km nördlich von Minsk -  erinnert an 628 Ortschaften, die deutsche Soldaten auf ihrem Rückmarsch dem Erdboden gleich machten. Nichts sollte übrigbleiben, was nachkommende Generationen hätten wieder aufbauen können.
6. Die Befreiung
Die deutsche Wehrmacht ist dem Vormarsch der Roten Armee nicht mehr gewachsen. Stück für Stück erobert sie sich ihr Land zurück – über Brest hinaus, wo 1941 der Krieg begann. Auf ihrem Weg nach Westen machen die sowjetischen Soldaten grauenhafte Funde: Berge erschossener Zivilisten, deren Scheiterhaufen – wie bei Trostinez – noch qualmen;  ausgebrannte Vernichtungslager, KZs, Massengräber.
Der Film endet mit einem Zeichen der Versöhnung: Berufsschüler aus Orscha graben auf dem ehemaligen Schlachtfeld nach Überresten der gefallenen Soldaten – Deutsche und Russen. Die Jugendlichen finden ihre Helme, Erkennungsmarken, Knochen, Munition und sie sagen: „Die Deutschen sind Menschen, und die Russen sind Menschen.“

## Produktion
Die Filmreihe ist eine Co-Produktion von SWF Baden-Baden, APN (TV Nowosti) Moskau und Circe-Film und wurde zum 50. Jahrestag des Überfalls produziert. Diese erste Co-Produktion der Sowjetunion mit einem „kapitalistischen Ausland“ wurde erst aufgrund eines ZK-Beschlusses möglich.
Der Dokumentarfilmer Hartmut Kaminski hat vier Jahre lang sowjetische und deutsche Zeitzeugen aufgesucht, befragt und ihre Geschichten in Bilder umgesetzt.
Als erster Ausländer hat er im zentralen Staatsarchiv der Sowjetunion in Krasnogorsk recherchiert. Auch andere polnische und sowjetische Archive haben dem westlichen Filmautor bereitwillig noch ungesichtetes, historisches Material zur Verfügung gestellt.

## Auszeichnungen
Ausgestrahlt wurde die Reihe in allen Dritten Programmen der ARD-Sendeanstalten, in Russland und Belarus. Regierung und Opposition in Belarus entschieden 1991, die Serie in einem extra für diesen Film eingerichteten Saal im „Museum des Großen Vaterländischen Krieges“ permanent zu zeigen.

## Vertrieb
Die VHS-Kassetten wurden in allen deutschsprachigen Ländern vertrieben und waren im Verleih der Landesbildstellen, der Landeszentrale für Politische Bildung und beider kirchliche Medienzentralen.